# Ignazio Oliva (peintre)
Pour les articles homonymes, voir Ignazio Oliva et Oliva.
Ignazio Oliva (né à Orta di Atella) est un peintre italien  de l'école napolitaine, qui fut actif  au XVIIe siècle.

## Biographie
Ignazio Oliva, peintre de la période baroque, a été  actif près de sa ville natale de Orta di Atella. Il a été un élève de  Domenico Gargiulo et est connu pour ses peintures de vedute (paysages et vues marines).

## Sources
- (en) Cet article est partiellement ou en totalité issu de l’article de Wikipédia en anglais intitulé « Ignazio Oliva » (voir la liste des auteurs).